# María Betancourt
María Cristina Betancourt Ramírez (L'Avana, 15 dicembre 1947) è un'ex discobola cubana.

## Palmarès
| Anno | Manifestazione      | Sede              | Evento           | Risultato | Misura  | Note |
| ---- | ------------------- | ----------------- | ---------------- | --------- | ------- | ---- |
| 1971 | Giochi panamericani | Cali              | Lancio del disco | Argento   | 51,76 m |      |
| 1975 | Giochi panamericani | Città del Messico | Lancio del disco | Argento   | 58,52 m |      |
| 1976 | Olimpiadi           | Montréal          | Lancio del disco | 7ª        | 63,86 m |      |
| 1979 | Giochi panamericani | San Juan          | Lancio del disco | Argento   | 60,44 m |      |
| 1980 | Olimpiadi           | Mosca             | Lancio del disco | 13ª       | 57,62 m |      |
| 1983 | Giochi panamericani | Caracas           | Lancio del disco | Oro       | 59,62 m |      |